# Anne Ramsay
Anne Elizabeth Ramsay (11 de setembro de 1960), conhecida somente por Anne Ramsay, é uma atriz estadunidense. É mais conhecida pelo papel televisivo de Lisa Stemple na sitcom Mad About You.

## Biografia e Carreira
Nascida no sul da Califórnia, Anne estudou teatro na UCLA, onde concluiu conseguindo seu bacharel. Depois, trabalhou em um grupo de atores conhecido como The Continum, onde conseguiu alguns papéis de início e um agente. Esteve em papéis secundários de vários filmes como Planeta dos Macacos e Uma Equipe Muito Especial. Porém, seu mais conhecido papel foi na série televisiva Mad About You, quando interpretou a irmã esquisita de Helen Hunt, com quem dividiu uma indicação ao prêmio do Screen Actors Guild Awards, como "Melhor Atuação em Conjunto em Comédia". Interpretou Lisa Stemple por todas as 7 temporadas da série. Fez ainda outras séries de TV, como Six Feet Under, Chicago Hope, CSI, Dharma & Greg, Dexter e The L Word, além de Related. Foi também atriz convidada da série House, da FOX em 2007. Outro papel de destaque foi na série Star Trek: The Next Generation.

## Filmografia
Cinema e filmes feitos para TV somente (TV):
- The Human Contract (2008) (filmando) .... Cheryl
- American Primitive (2008) (pós-produção) .... Mrs. Brown
- Off the Ledge (2007) (pós-produção) .... Bonnie
- The Death Strip (2007) .... Dr. Nina Kohler
- Crossing the Line (2007) .... Angela
- A Merry Little Christmas (2006) .... Claudia Walden
- The Cassidy Kids (2006) .... Rebecca Vanderpool
- Getting to Know You (2005) .... Sara
- Heart of the Beholder (2005) .... Reeba
- Pool Guys (2005) (TV) ... (sem nome)
- A One Time Thing (2004) .... Sandi
- The Monster and the Peanut (2004) .... Laurie Hunzinger
- The Hollywood Mom's Mystery (2004) (TV) .... Valerie Jane Ramirez
- Underground (2003) .... Jo
- Planeta dos Macacos .... Lt. Col. Grace Alexander
- Bad Haircut (2001) (TV) .... Mom
- Woman on Top (2000) .... TV Director
- Everything to Gain (1996) (TV) .... Sarah Kempner
- Perfect Alibi (1995) .... Paula Simpson
- The Final Cut (1995) .... Sgt. Kathleen Hardy
- Murder of Innocence (1993) (TV) .... Linda Keaton
- Uma Equipe Muito Especial (1992) .... Helen Haley
- Class Action (1991) .... Deborah
- Critters 4 (1991) .... Dr. McCormick
- A Taste of Hemlock (1989) .... Barbara
- Something Is Out There (1988) (TV) .... Limo Driver

Séries de TV:
- House (2007) .... Emma
- Close to Home (2006-2007) .... Roberta Richter (3 episódios)
- Related (2005-2006) .... Trish (5 episódios)
- Six Feet Under (2005) .... Jackie Feldman (6 episódios)
- The L Word (2004-2005) .... Robin (5 episódios)
- Without a Trace (2005) .... Laura MacAvoy
- Monk (2004) .... Interviewing Employee
- Becker (2002) .... Daughter of ALS Patient
- CSI: Crime Scene Investigation (2001) .... Claudia Gideon
- Dharma & Greg (2001) .... Nancy (4 episódios)
- Mysterious Ways (2000) .... Martha Corday
- Mad About You (1992-1999) .... Lisa Stemple (66 episódios)
- Dellaventura (1997) .... Geri Zarias
- Chicago Hope (1996) .... Betsey Hockaday
- Doctor Doctor (1990-1991) .... Dr. Leona Linowitz
- Booker (1990) .... Lidsey Simmons
- Star Trek: The Next Generation (1988-1989) .... Ensign Clancy (2 episódios)
- Hunter (1989) .... Kelly
- Mr. Belvedere (1988) .... Tanya
- A Year in the Life (1987) .... Cindy
- Night Court (1985) .... Edna Sneer